# Волчье (Днепропетровская область)
Волчье (укр. Вовче) — село,
Александровский сельский совет,
Покровский район,
Днепропетровская область,
Украина.
Код КОАТУУ — 1224280505. Население по переписи 2001 года составляло 13 человек .

## Географическое положение
Село Волчье находится на левом берегу реки Волчья,
выше по течению на расстоянии в 3,5 км расположено село Орестополь,
ниже по течению на расстоянии в 2,5 км расположено село Тихое.
На расстоянии в 2 км находится село Алексеевка.